# Сэйбер
Сэйбер (яп. セイバー Сэйба:, англ. Saber, букв. «сабля», «мечник») — одна из центральных женских персонажей визуального романа Fate/stay night и ранобэ Fate/Zero компании Type-Moon, а также многочисленных адаптаций этих произведений. Является призванным магами героическим духом для ведения войны Святого Грааля, личностью которого служит женское воплощение короля Артура. Вне сюжета войн Святого Грааля имя героини — Артурия Пендрагон (яп. アルトリア・ペンドラゴン Аруториа Пэндорагон).

## Вымышленная биография
Как отмечает критик портала Anime News Network Габриэлла Икинз и профессор Университета Южной Миссисипи Майкл Н. Сальда по курсу средневековой литературы, история Сэйбер, описанная в произведениях Type-Moon, в основном базируется на средневековом романе Томаса Мэлори «Смерть Артура». Сама Сэйбер при этом является женским воплощением короля Артура и носит имя Артурия Пендрагон.
Как и её эпический прототип, Сэйбер является ребёнком короля Утера Пендрагона, рождённым после его незаконной связи с герцогиней Игрэйной. Однако если в романе Мэлори было описано, что после рождения ребёнок был отдан на попечение магу Мерлину за помощь в соблазнении Игрейны, то во франшизе Fate представлена иная версия событий. Дитя Утера и Игрэйны, согласно пророчеству Мерлина, должно было спасти Британию от хаоса, возникшего после ухода римлян. Король Утер искренне желал рождения наследника и был очень огорчён появлением на свет девочки, но, продолжив верить в предсказание мага, не придал огласке истинный пол ребёнка и попросил Мерлина удалить её от двора. Волшебник же, в свою очередь, доверил воспитание девочки сэру Эктору.
Пятнадцать лет спустя Утер Пендрагон скончался, и во время выборов нового короля рыцари Британии решили, что трон достанется тому, кто сумеет вытащить из камня церемониальный меч — Калибурн, что, согласно преданию, мог сделать только истинный правитель. В итоге, ни один из рыцарей не смог совершить этого. В это время Мерлин убедил Артурию в том, что ей удастся вытащить меч, однако посоветовал как следует поразмыслить над последствиями этого шага, поскольку король уже не сможет быть полноценным человеком. Девушка опасалась, что из-за её пола рыцари откажутся подчиняться ей, но волшебник предложил ей магическую защиту, в результате которой все окружающие будут видеть в ней только мужчину. Артурия согласилась стать королём, приняла мужское имя Артур и, завладев Калибурном, сумела остановить начавшееся вторжение на остров саксонских захватчиков, а после объединила под своей властью всю Британию.
Как король Артурия учредила общество рыцарей Круглого стола, а также по политическим причинам женилась на Гвиневре, которая была влюблена в одного из королевских рыцарей — Ланселота. Открыв жене правду о своём поле, Артурия попросила её хранить это в тайне. Тогда же сводная сестра короля фея Моргана при помощи волшебства околдовала Артурию и, наделив её временным псевдофаллосом, забеременела в результате инцеста. От этой связи у Морганы родился клон Артурии — девушка, получившая имя Мордред, которая также как и «отец» стала притворяться мужчиной. Сама же Артурия вскоре получила от Владычицы Озера другой меч — Экскалибур, трансформировавший магическую энергию владельца в сокрушительный световой поток, а также ножны к нему — Авалон, исцелявшие раны владельца, делавшие его неуязвимым для врагов и останавливавшие старение.
Также как и король Артур у Мэлори, Артурия была крайне предана своей роли правителя и слишком тщательно следовала понятиям рыцарской чести. Это вынудило многих рыцарей Круглого стола посчитать, что их король не способен понять человеческих чувств, что стало началом конца правления Артурии. После того как была раскрыта романтическая связь Гвиневры и Ланселота, возлюбленные сбежали из Камелота от угрозы собственной смерти, что заставило Артурию преследовать их и покинуть пределы страны. В это время Мордред, ставшая членом Круглого стола, захватила власть в столице и, призвав на свою сторону многих рыцарей, объявила войну своему отцу. Оставив Ланселота без наказания и потеряв Авалон, Артурия с верными себе воинами направилась на битву при Камлане с Мордред, в ходе которой убила собственного «сына», но и сама получила смертельную рану.
В отличие от прототипа, Артурия посчитала свой долг перед страной неисполненным и обратилась к Святому Граалю с просьбой дать ей возможность исправить собственные ошибки и спасти страну от новых англосаксонских вторжений. Таким образом, Артурия стала героическим духом — слугой класса Сэйбер, которого могут призывать маги для ведения Войны Святого Грааля. В отличие от других слуг Артурия продолжала оставаться живой в течение этих войн и в промежутках между сражениями возвращалась на поле Камлана, сохраняя память обо всех произошедших с ней событиях.

## Место героини в сюжете произведений франшизыFate

### Fate/Zero
Сэйбер была призвана Эмией Кирицугу для участия в Четвёртой Войне Святого Грааля от семьи Айнцберн. Джубстахейт, глава Айнцбернов, нанял Кирицугу и дал ему Авалон, найденный в Корнуолле, чтобы призвать легендарного короля Артура. Хотя Кирицугу был удивлён, что Артур на самом деле девушка, это не повлияло на его планы. Он сделал партнёром Сэйбер свою жену и сосуд для Малого Грааля, Айрисвиль фон Айнцберн, чтобы она выступала в роли Мастера Сэйбер в то время как он, настоящий Мастер, будет действовать своими методами из тени. Сэйбер не знает о том, что у Кирицугу есть Авалон, и что он дал его Айрисвиль.
Сэйбер и Айрисвиль на самолёте прибыли в Фуюки из замка Айнцбернов в северной Европе, потому что Сэйбер не может дематериализоваться из-за её уникального состояния. Кирицугу приехал отдельно и встретился со своим протеже, Хисау Майей. Следуя за приглашением на бой от другого Слуги, они быстро столкнулись со своим первым противником в ту ночь. Сэйбер сражается с Лансером, и, несмотря на некое равновесие, её левую руку ранит Гэй Буйде, из-за которого она не может драться в полную силу и использовать Экскалибур. Их битва прерывается Райдером, который заявляет о превосходстве своего королевского титула и приглашает присоединиться к его армии, но Сэйбер заявляет, что будучи королём никогда не склонится перед другим.
Появление Арчера, который утверждает, что его собственный титул властителя намного превышает их, и Берсеркера, который проявляет свой интерес к Сэйбер после битвы с Арчером, запутывает ситуацию ещё больше. После того как Лансера, с помощью Командных Заклинаний, вынуждают сражаться вместе с Берсеркером, чтобы убить Сэйбер, Райдер прерывает их бой, чтобы Сэйбер и Лансер смогли нормально закончить свой поединок позже. Все Слуги отступают и не участвуют этой ночью в сражениях. Сэйбер и Айрисвиль, на их пути в Замок Айнцбернов в Фуюки, сталкиваются с сумасшедшим Кастером, который по ошибке принял Сэйбер за Жанну д’Арк из-за похожей внешности. Хоть ей и удалось прогнать его, она не смогла убедить его в ошибке, и он обещает вернуться и спасти её душу от Божьего проклятия.
После того как Кирицугу попытался убить Мастера Лансера, Кайнета Эль-Меллоя Арчибальда, чтобы устранить препятствие, вызванное раной, нанесённой Лансером, Кайнет нападает на Замок Айнцбернов, и в то же время Кастер решает снова навестить Сэйбер. При обсуждении стратегии защиты с Кирицугу и Айрисвиль, она чувствует отвращение к отношению Кирицугу к Войне Святого Грааля, из-за решения напасть на Кайнета, когда она уже запланировала поединок с Лансером, и избежать встречи с Кастером, потому что с ним может разобраться другой Слуга. Вскоре после этого на территории замка появляется Кастер в окружении детей-заложников и дразнит Сэйбер, устроив из их убийств игру.
Сэйбер быстро направляется на бой с Кастером и обнаруживает, что не может одолеть его Благородный Фантазм, Гримуар Прелати, не используя раненую руку. Пока она убивает огромное количество призываемых монстров, она не может приблизится к нему на расстояние удара. В конце концов их находит Лансер, которого послал Кайнет, чтобы сразится с Сэйбер, пока он занимается Кирицугу, и решает помочь ей, чтобы честно сразиться с ней в обещанной дуэли. Прикрывая её неспособность использовать левую руку, им удалось прогнать Кастера, использовав Невидимый Воздух для создания воздушного потока, чтобы Лансер смог прорваться к Кастеру через орды монстров. После побега Кастера, Лансер чувствует, что Кайнет в опасности после его проигрыша Кирицугу, и Сэйбер по-рыцарски позволяет ему уйти.
После битвы Сэйбер находит Айрисвиль, смертельно раненую в битве с Котомине Киреем, и непроизвольно обеспечивает Авалон в её теле энергией, тем самым исцелив её. После того как всё успокоилось, Кирицугу уходит, оставив Айрисвиль и Сэйбер одних в замке. Спустя недолгое время, их покой в очередной раз был прерван приездом Райдера на Колеснице Гордия, который вместо боевых действий предлагает «бой без кровопролития», заключающийся в общении между королями, чтобы узнать, кто достоин получить Святой Грааль. Устроив винопитие, они, вместе с Арчером, которого пригласил Райдер по дороге к замку, обсуждают методы их правления и царствования.
На встрече Королей Сэйбер заявила, что она желает Святой Грааль, чтобы изменить прошлое и не допустить разрушения своей страны
В заключительный день Войны Святого Грааля Сэйбер сражалась с Берсеркером. Она понимает, что Берсеркер знает о личности Сэйбер, и в своей предыдущей жизни был знаком с ней, когда тот поймал Экскалибур, несмотря на его невидимость. Сэйбер потребовала у Берсеркера раскрыть себя, и Берсеркер ответил, проявив Арондайт и убрав свой чёрный туман. Сэйбер была сломлена, когда она узнала в Берсеркере того, кто был её близким другом, сэра Ланселота.
Слова Райдера стали преследовать Сэйбер, когда Берсеркер начал атаковать её. Это заставило её поверить, что причина безумия Ланселота в ненависти к ней. Когда Кария истощил свой запас праны, Берсеркер остановил свою атаку, и Сэйбер использовала эту возможность, чтобы нанести ему удар. Сэйбер просит прощения, потому что она желает Святой Грааль, чтобы изменить прошлое, в том числе и относящееся к Ланселоту. Берсеркер восстановил своё здравомыслие, потому что его контракт с Карией закончился. Он хотел, чтобы Сэйбер наказала его, потому что он не смог простить себя за то, что влюбился в Королеву. Когда он исчезает, Сэйбер хочет сказать, что он был верным рыцарем, но она не смогла найти нужных слов. Он чувствовал, что Сэйбер была величайшим королём для тех, кто служил ей. После поражения Берсеркера, она полна решимости заполучить Святой Грааль, чтобы спасти свой народ и Ланселота.
Сэйбер нашла Святой Грааль, но на её пути встал Гильгамеш, который ждал её. Он делает ей предложение стать его женой и легко одерживает над ней верх. Сэйбер отказывается, видя что Святой Грааль находится прямо перед ней.
В это время появляется Кирицугу и Сэйбер просит применить силу Командного Заклинания, чтобы она смогла сокрушить Гильгамеша и заполучить Святой Грааль. Однако, к её отчаянию, Кирицугу использует свои последние две командные метки и приказывает ей уничтожить Грааль. Сэйбер использует Экскалибур и разрушает Святой Грааль, но его содержимое проливается на землю, разрушая и убивая почти всё на что попала грязь. Грааль исчез и не способная более поддерживать материальную форму Сэйбер возвращается обратно на поле битвы при Камланне, где она вспоминает слова Ланселота и Райдера. Она была шестым и последним Слугой, погибшим в Четвёртой Войне Святого Грааля.
Её единственное желание — изменить свою жизнь так, чтобы она никогда не становилась королём.

### Озвучивание

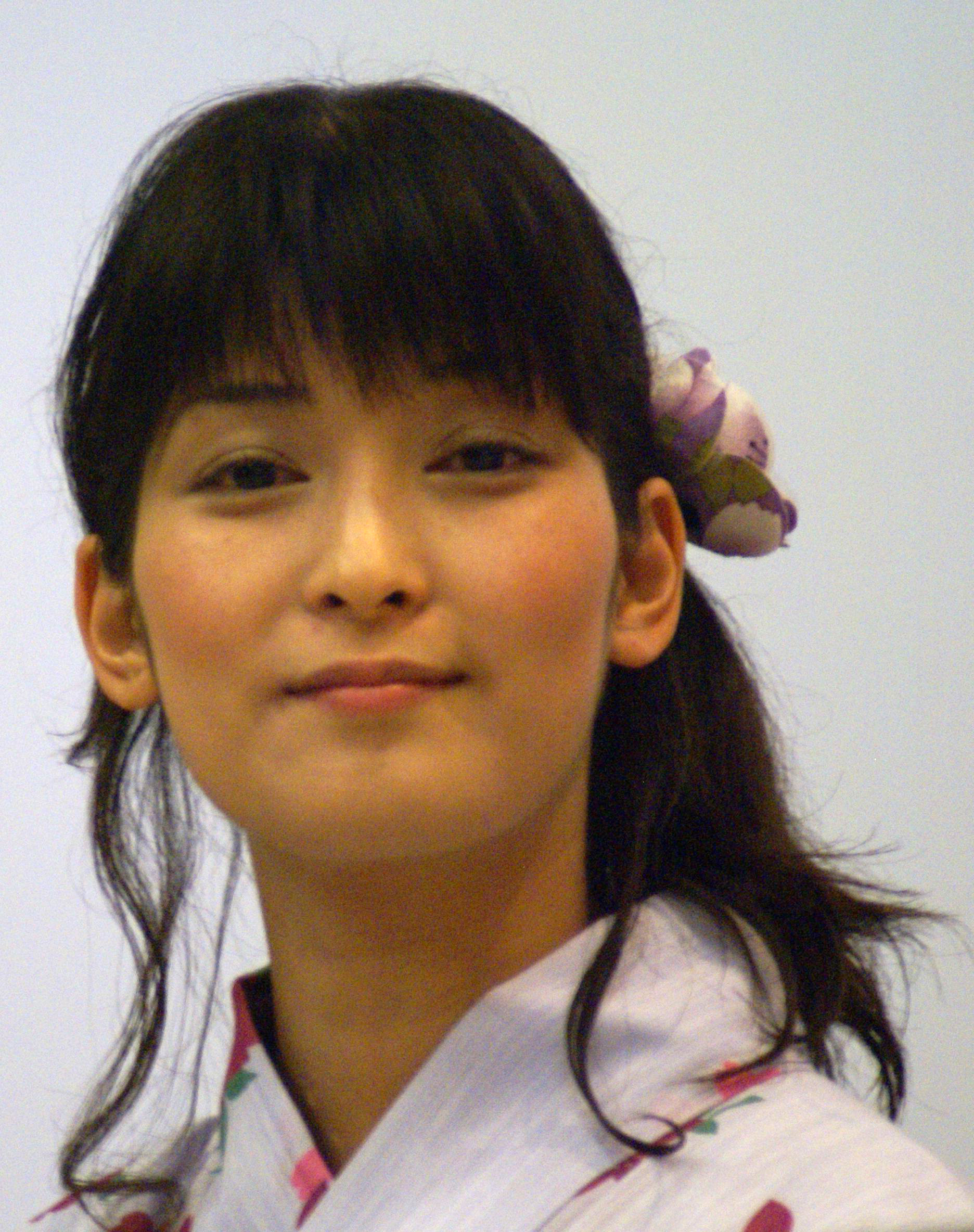
Аяко Кавасуми — сэйю Сэйбер

## Популярность и восприятие критикой

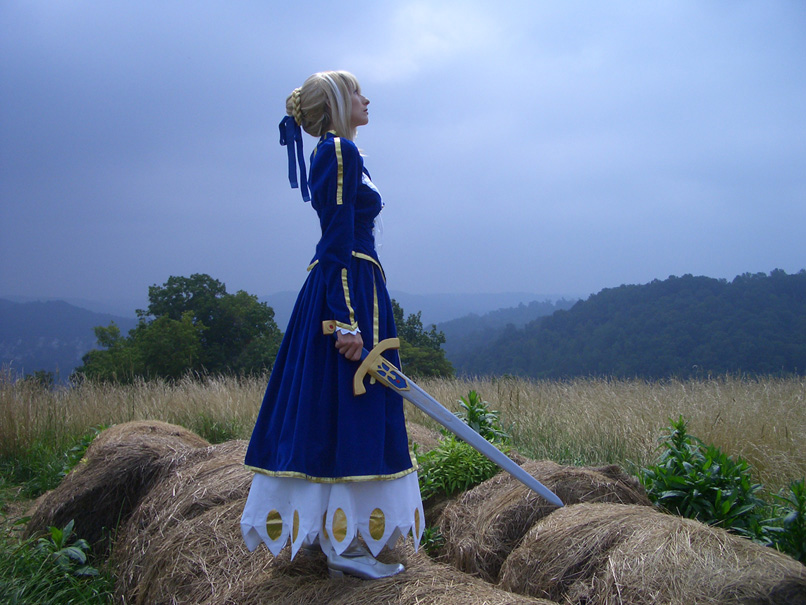
Косплей персонажа

### Комментарии
1. ↑  Также в официальных источниках Type-Moon встречаются варианты романизованного написания её имени как Артория и Алтрия.
2. ↑  Название приведено по используемому в произведениях Type-Moon. В источниках, связаных с Артурианой, этот же меч именуется либо «мечом в камне», либо Кларентом, а Калибурн является вариантом названия Экскалибура.